# 733 (numero)
Settecentotrentatré (733) è il numero naturale dopo il 732 e prima del 734.

## Proprietà matematiche
- È un numero dispari.
- È un numero difettivo.
- È un numero primo.
  - È un primo permutabile.
  - È un numero primo troncabile a destra.
- È un numero intero privo di quadrati.
- È un numero congruente.
- È parte delle terne pitagoriche (108, 725, 733), (733, 268644, 268645).
- È un numero odioso.

## Astronomia
- 733 Mocia è un asteroide della fascia principale.
- NGC 733 è una stella della costellazione del Triangolo.

## Astronautica
- Cosmos 733 è un satellite artificiale russo.